# SIXT UKRAINE
Сікст Юкре́йн (англ. Sixt Ukraine) — перша українська команда на ралі «Дакар».

## Склад
- Пілоти
  - Вадим Нестерчук — пілот команди
  - Лоран Ліхтлейхтер — другий пілот
- Команда механіків
  - Віталій Бутинець — керівник групи механіків
  - Володимир Улещенко
  - Володимир Мохнатко
- Менеджмент
  - Юрій Черкащенко — менеджер команди
  - Сергій Сілін — прес-секретар
- Преса
  - Андрій Цаплієнко — журналіст каналу «Інтер»
  - Вадим Ревун — оператор каналу «Інтер»

## Автомобілі
- Основний позашляховик

Суперпродакшн бере участь в категорії Т1. Автомобіль повністю підготовлений українськими механіками команди SIXT UKRAINE. Обладнаний шестициліндровим бензиновим двигуном об'ємом 4,0 літра і потужністю 275 кінських сил. Об'єм баку 520 літрів. Автомобіль має історію. Пройшов Дакар 2010 і 2011 року, марафон "Трансорієнталь 2008″, Шовковий шлях 2009, 2010 і 2011 рр.
- Вантажівка.

Mercedes Unimog. Змагається за команду SIXT UKRAINE в категорії Т4. Обладнаний шестициліндровим дизельним двигуном потужністю 405 кінських сил. Машина вагою 7,8 тонн здатна розвивати швидкість до 141 км/год. За кермом вантажівки — французький пілот Марко П'яна (Marko Piana).
- Автомобілі технічної допомоги

VW Transporter. Автомобіль, що перевозить основні, але невеликі деталі автомобіля-учасника. В цьому автомобілі також їдуть механіки команди.
MAN.Великий автомобіль технічної допомоги перевозить колеса та інші об'ємні деталі машин, що беруть участь в ралі Дакар.
- Автомобіль для преси

Mitsubishi L200.